# Le Livre des fuites
Le Livre des fuites est un recueil de l'écrivain J. M. G. Le Clézio, et publié en 1969 aux éditions Gallimard.

## Résumé
J.H.H. (Jeune Homme Hogan), vingt-neuf ans, né à Langson (Vietnam), entreprend autour du monde une déambulation qui est une fuite perpétuelle. Du Cambodge au Japon, de New-York à Montréal et Toronto en passant par la Californie et le Mexique, il se radiographie en radiographiant l'univers et ses villes monstrueuses, ses autoroutes et ses déserts, ses montagnes et ses ports, les grouillantes populations mourant de misère sur des sols pourris. Le mythe moderne, inséré dans un mécanisme dément, pose indéfiniment le problème de la conscience et de son autocritique. C'est pourquoi J.H.H. écrit : « Je veux tracer ma route, pour la détruire, ainsi, sans repos. je veux rompre ce que j'ai créé, pour créer d'autres choses, pour les rompre encore. C'est ce mouvement qui est le vrai mouvement de ma vie. »